# Megalommum maculipenne
Megalommum maculipenne är en stekelart som beskrevs av Cameron 1911. Megalommum maculipenne ingår i släktet Megalommum och familjen bracksteklar. Inga underarter finns listade i Catalogue of Life.